# شادي أبو زيد
شادي حسين أبو زيد هو مدوّن وكوميدي ساخر مصري من مواليد القاهرة. اشتهرَ منذ عام 2016 بفضلِ بعض فيديوهاتهِ الساخرة التي كانَ ينشرها على شبكة النت ثمّ زادت شهرته بعدما عمل كمراسل لصالح برنامج أبلة فاهيتا. في عام 2016؛ بث شادي بالمشاركة مع ممثل شاب آخر فيديو ساخر أهديا خلاله بعض أفراد الأمن في ميدان التحرير بالونات عبارة عن واقيات ذكرية وهو ما أثار جدلا كبيرا حينهَا وساهمَ بشكل أو بآخر في زيادة شعبيتهِ داخل مصر وخارجها.

## الحياة المُبكرة
وُلد شادي في القاهرة وترعرعَ هناك. درسَ في كلية الدراسات الإعلامية في جامعة أكتوبر للعلوم الحديثة والآداب وتخرّج منها عام 2015. بزغَ نجمهُ في عالم النت منذ عام 2011 بعدما مُنعَ من الظهور على شاشات التلفاز فتحوّل لصنعِ المحتوى ككاتب ومعد لفيديوهات سياسية بنكهة ساخرة على موقع يوتيوب. يُركّز شادي في في فيديوهاته على قضايا مختلفة ومتنوعة مثلَ الأفكار الذكورية، النزعة الطبقية، التعصب الديني، التقاليد، كراهية الأجانب، السلطة الأسرية، وحقوق المثليين، وغير ذلك.
بسبب طبيعة عمله والمحتوى الذي كان يُقدمه؛ تعرّض شادي لبعض المضايقات خاصةً بعدَ فيديو البالونات المصنوعة من وقيات ذكرية فأصدرَ بيانًا دافع فيه عن حقه في معالجة القضايا الاجتماعية بطريقة كوميدية كما انتقدَ التهديدات الموجهة ضده بينمَا تقدمت عائلته بشكوى قانونية تطلب من وزارة الداخلية ضمان سلامته.

## الاعتقال
ألقت الشرطة المصرية في فجر يوم الإثنين الموافق للسابع من مايو/أيار 2018 القبض علَى شادي واقتادته إلى مكان غير معلوم بعدما صادرت حواسيب وهواتف وأشياء أخرى من المنزل الذي كانَ يعيشُ فيه رفقة أسرته. تبيّن فيما بعد أنّ جهاز الأمن المصري قد اقتادَ المدون الساخر إلى إحدى النيابات في ضواحي القاهرة للتحقيق معه. حسب التقارير التي صدرت في وقتٍ لاحق فقد وجهت نيابة أمن الدولة العليا تهمًا من العيار الثقيل لشادي بما في ذلك الانضمام إلى جماعة إرهابية أنشئت على خلاف أحكام القانون والغرض منها الدعوة إلى تعطيل أحكام الدستور والقوانين ومنع مؤسسات الدولة والسلطات العامة من ممارسة أعمالها بالإضافة إلى تهمة نشر أخبار كاذبة عن الأوضاع السياسية والاقتصادية في البلاد.
في البداية أمرت نيابة أمن الدولة العليا بحبس شادي أبو زيد 15 يومًا احتياطيًا على خلفية التحقيقات لكنّه ظل مسجونًا على الرغمِ من مرور حوالي 7 أشهر منذ واقعة الاعتقال الأولى بسبب تجديد فترة السجن الاحتياطي في كلّ مرة. حينّها وقبل ذلك؛ أطلق بعض المغردون المصريون هاشتاج #شادي_أبو_زيد_فين على موقعي تويتر وفيسبوك لمعرفة مصير المدون والسبب الحقيقي في القبض عليه. في الثاني عشر من يناير/كانون الثاني 2019؛ أعلنت شقيقة شادي الشابة رولا أبو زيد خبرَ وفاة والدها بعد صراعٍ مع المرض. أعادت هذه الواقعة خبر اعتقال شادي للواجهة وتقدّم محامي الأسرة بطلب إخلاء سبيل شادي أو السماح له على الأقل بزيارة والده بالمستشفى إلّا أن أجهزة الأمن لم تُجب.

## ردود الفعل
خلّف اعتقال شادي جدلًا كبيرًا في مصر؛ فتعاطفَ معهُ الكثيرون فيما انتقدهُ آخرون. بعد وفاة والدهِ؛ تضامنَ جمال سلطان معَ أبو زيد بعدما نشرَ تغريدة قالَ فيها: «شادي أبو زيد مدون ساخر قبض عليه قبل ثمانية أشهر، ووجهت له التهمة النمطية: نشر أخبار كاذبة والانضمام لجماعة ... شادي لا ينشر أخبارًا ولا يعرف جماعة، أبوه دخل العناية المركزة قبل أسابيع، استغاثت أسرته لجعله يرى والده ثم يعود إلى محبسه، رفضوا ... أبوه مات اليوم دون أن يراه ... قهر.»